# United Technologies Corporation
United Technologies Corporation (UTC) (NYSE: UTX) var en amerikansk multinational konglomeratvirksomhed med hovedsæde i United Technologies Building i Hartford, Connecticut. UTC blev i april 2020 fusioneret med Raytheon Company under navnet Raytheon Technologies. Koncernen udviklede og producerede højteknologiske produkter inden for talrige områder inklusiv flymotorer, helikoptere, HVAC (opvarmning, ventilation og aircondition), brændselsceller, elevatorer og rulletrapper, brand og sikkerhed, bygningssystemer, industrielle produkter og meget andet. UTC var også en stor kontraktleverandør inden for materiel til militæret, hvor der produceres missilsystemer og militærhelikoptere, mest notabel er UH-60 Black Hawk-helikopteren. UTC var siden 4. marts 1939 en del af aktieindekset Dow Jones Industrial Average. I 2011 havde virksomheden en årlig omsætning på 58,19 mia. US$ og i alt 199.900 medarbejdere. Louis R. Chênevert er nuværende CEO.

## Historie

### Opstarten
United Technologies Corporation blev grundlagt som United Aircraft and Transport Corporation i 1929, da William Boeing fra Boeing gik sammen med Frederick Rentschler fra Pratt & Whitney og skabte en stor samlet virksomhed indenfor luftfart.
Fra holdingselskabets hovedsæde i Hartford, Connecticut blev koncernens selskaber styret: Boeing i Seattle, Chance Vought Corporation, Hamilton Aero Manufacturing Company (en propelproducent) og Pratt & Whitney Aircraft Company (en flymotorproducent). Sikorsky Aviation Corporation, Stearman Aircraft Company fra Wichita, Kansas og Standard Steel Propeller Company blev tilføjet porteføljen kort tid efter. Senere blev flere flyselskaber tilføjet porteføljen, som snart blev grupperet i et nyt selskab, som senere blev kendt som United Air Lines, Inc..
Efter luftpostskandalen i 1934, konkluderede den amerikanske regering at så stort et holdingselskab som United Aircraft and Transport var uden konkurrence og nye love mod karteldannelse blev vedtaget, så selskabet blev delt i tre. Produktionen øst for Mississippi (Pratt & Whitney, Sikorsky, Vought og Hamilton Standard blev organiseret som United Aircraft Corporation (i dag United Technologies Corporation). Boeing overtog de vestlige produktionsinteresser og United Airlines blev en selvstændig virksomhed.

### 1970'erne og 1980'erne
I 1974 forlod Harry Gray Litton Industries for at blive administrerende direktør i United Aircraft. Han forfulgte en strategi baseret på vækst og diversificering og skiftede i 1975 moderselskabets navn til United Technologies Corporation (UTC) for at navnet bedre matchede den diversificerede virksomhed. (The change became official on 1 May 1975.) Diversificeringen var delvist for sikre en balance mellem forretninger med civile i forhold til forretninger med militæret,, men det handlede også om vækstmuligheder. UTC blev en koncern med fokus på virksomhedsopkøb og fusioner, og man overtog flere mindre virksomheder. I 1976 overtog UTC Otis Elevator. I 1979 blev Carrier Refrigeration og Mostek overtaget Carrier-overtagelsen var tvungen, mens Mostek-overtagelsen var frivillig og afværgede et opkøbsforsøg fra Gould.
Mostek blev frasolgt i 1985 til den franske elektronikvirksomhed Thomson.Thomson Semiconductors

### 1990'erne
UTC overtog Sundstrand Corporation i 1999 og sammenlagde det med UTCs Hamilton Standard og skabte Hamilton Sundstrand.

### 2000'erne
I 2001 gik UTC ind på markedet for brand og sikkerhed ved opkøbet af Chubb Security.
I 2004 overtog UTC Schweizer Aircraft Corporation som skulle drives som et 100 % ejet datterselskab under Sikorsky Aircraft divisionen.
I 2005 styrkede UTC sin position indenfor brand og sikkerhed med opkøbet af Kidde. Senere i 2005 opkøber UTC Boeings Rocketdyne-division, som blev fusioneret ind i Pratt & Whitney forretningsdelen.
I 2007 åbner UTC Hawk Works, et Rapid Prototyping and Military Derivatives Completion Center (RPMDCC) vest for Elmira-Corning Regional Airport i Big Flats (CDP), New York.
I marts 2008, bekendtgør UTC at de har budt 2,63 mia. US$ på Diebold, en Canton, Ohio-baseret producent af pengeautomater- og stemmeteknologi.
Diebold afviste købstilbuddet, med begrundelsen at det var for lavt.
9.–10. december 2009 blev det bekendtgjort at UTC ville overtage en 49,5 % andel i Carpinteria, CA og det London-baserede Clipper Windpower ved at købe 84,3 millioner nye aktier og 21,8 millioner aktier fra eksisterende aktionærer for i alt 206 millioner US$. Clipper har udtalt at overtagelsen ville frigøre betydelig kapital, således at Clipper nemmere vil kunne opnå sine strategiske mål.

### 2010'erne
I april 2010 bekendtgør UTC at de vil investere 20 millioner US$ til et nyt forskningscenter i Irland som skal forske i energi og sikkerhedssystemer.
18. oktober 2010 når UTC til enighed med Clipper om at overtage resten af selskabet.
I september 2011 overtager UTC i en aftale til 18,4 mia. US$ flykomponentproducenten Goodrich Corporation.

## Forretningsenheder
- Carrier: Fremstiller opvarmning, ventilation, aircondition og kølesystemer.
- Clipper Windpower: Fremstiller vindturbiner
- Hamilton Sundstrand: Designer og fremstiller rumfartssystemer til kommercielle, regionale virksomheder og militæret; er en betydelig leverandør til internationale rumprogrammer. Tilbyder industrielle produkter til kulbrinter, kemikalier, fødevareforarbejdning, konstruktion og mineselskaber.
- Otis: Fremstiller, installerer og servicerer elevatorer, rulletrapper og rullefortov.
- Pratt & Whitney: Designer og bygger flymotorer, gasturbiner og raketmotorer.
  - Pratt & Whitney Canada
  - Rocketdyne
- Sikorsky Aircraft: Fremstiller helikoptere til civil og militært brug.
  - PZL-Mielec
  - Schweizer Aircraft
- UTC Fire & Security: Fremstiller brandalarmer og brandhæmmende systemer, adgangskontrolsystemer, sikkerhedsalarmsystemer og overvågningssystemer.
- UTC Power: Fremstiller og distribuerer elektricitetsgeneratorer og brændselsceller til kommerciel, transport, rum- og forsvarsprogrammer.
- United Technologies Research Center (UTRC): En centraliseret forskningsenhed der støtter alle UTCs forretningsenheder med at udvikle nye teknologier og processer.[22]

United Technologies' hovedsæde er i United Technologies Building i Hartford, Connecticut. Hovedsædet kaldes lokalt for "Gold Building", på grund af bygningens gyldne spejlglasvinduer.

## Tidligere forretningsenheder

### Før 1975 (UATC eller UAC)
- Boeing—fra 1929 til 1934
- Chance Vought—fra 1928 til 1954
- En tidligere division, som siden hen blev uafhængig og blev til United Airlines
- Hamilton Standard blev til en del af Hamilton Sundstrand

### Siden 1975 (UTC)
- Hamilton Test Systems er Arizona-baseret, og udvikler køretøjsemissions testudstyr. Den blev solgt til Georgetown Partners i december 1990 og navnet blev ændret til Envirotest Systems Corp.
- Inmont maling og harpiks, senere solgt til BASF
- Mostek halvledere 1979 til 1985
- Norden Systems – en virksomheden der producerer elektroniske systemer til militært brug, i dag en del af Northrop Grumman.
- UT Automotive — Nu en del af Lear Corporation

- UT Communications købte Lexar og Stromberg Carlson, blev solgt til Memorex i 1985.
- Turbo Power and Marine Systems – laver simple elgeneratorer på 25 & 50 MW, i dag kendt som Pratt & Whitney Power Systems